# Keita Fujimura
Pour les articles homonymes, voir Fujimura.
Keita Fujimura (藤村 慶太, Fujimura Keita) est un footballeur japonais né le 2 septembre 1993. Il évolue au poste de milieu de terrain.